# Venere e amorino

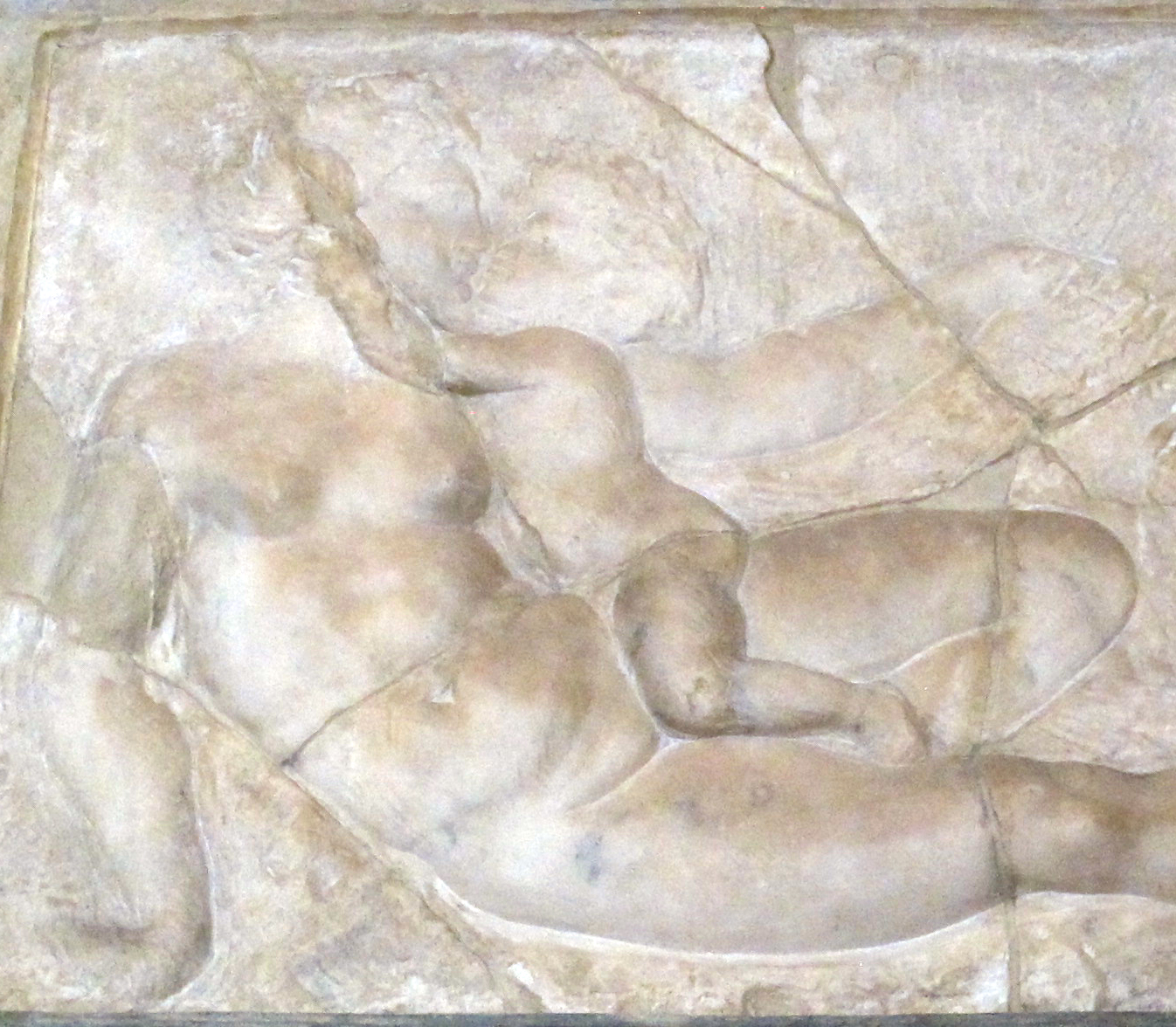
Dettaglio

Venere e amorino è un bassorilievo marmoreo (43,5x58 cm) attribuito a Michelangelo Buonarroti, databile al 1491-1492 circa e conservato a Palazzo Medici-Riccardi a Firenze. Si tratta di una delle attribuzioni più recenti all'artista nata da una proposta di Gabriele Morolli e Alessandro Vezzosi e pubblicata nel volume Michelangelo Assoluto (Scripta Maneant, Reggio Emilia, 2012).

## Storia
L'opera si trova inserita in una delle "panoplie" nel cortile di Michelozzo, tra iscrizioni e rilievi antichi sistemati in questa cornice all'epoca dei Riccardi, tra il 1715 e il 1719.
Non è infrequente che tra i busti e i rilievi delle incrostazioni siano state inserite anche opere moderne, o perché scambiate con antiche, oppure perché scolpite appositamente per riempire i vuoti secondo schemi tematici e di simmetria, effettuando dei veri e propri falsi storici.
Poco si conosce dell'attività del giovane Michelangelo negli anni in cui era ad apprendistato nel Giardino di San Marco, ospitato proprio a palazzo Medici sotto la protezione di Lorenzo il Magnifico. Le poche opere citate dalle fonti relative a questo periodo sono perdute, e i soli oggetti di confronto pressoché sicuri sono la Battaglia dei centauri e la Madonna della Scala. Il confronto con quest'ultima opera risulta illuminante per il rilievo in questione.
È verosimile che l'opera sia rimasta a palazzo Medici e che dopo il passaggio a Riccardi possa essere stata scambiata per antica, più o meno deliberatamente, e inserita nel complesso decorativo. È stato ipotizzato che l'opera in origine avesse dimensioni maggiori, fino a una lunghezza di 67/68 cm circa, con un rapporto di 2:3 con l'altezza.

## Descrizione e stile
Si tratta un evidente omaggio allo stiacciato di Donatello, sia nella tecnica che gradua i piani con variazioni millimetriche di spessore, sia nell'iconografia, che cita la celebre Madonna Pazzi.
Il tema però è mitologico-letterario, in piena coerenza con gli ideali neoplatonici della cerchia laurenziana. Una donna nuda e sdraiata, verosimilmente Venere, solleva il busto puntellandosi col braccio destro, mentre le si avvicina un amorino, privo di ali, che le getta le braccia al collo e le avvicina il viso verso un tenero bacio. La donna ha un ginocchio piegato e l'altro braccio sollevato, magari a sfiorare un oggetto non definito.
La precisione anatomica del rilievo, l'uso dello stiacciato soffuso negli incarnati e ruvido nello sfondo e i particolari non finiti (come le mani e i piedi, tuttavia così percepibili, come nei putti della Madonna della Scala), fanno della proposta di attribuzione "molto più che un'ipotesi".
Numerosi confronti sono istituibili nella posa delle figure con altre opere successive dell'artista, dal disegno per la Leda con il cigno all'affresco della Creazione di Adamo, all'Aurora e alla Notte.

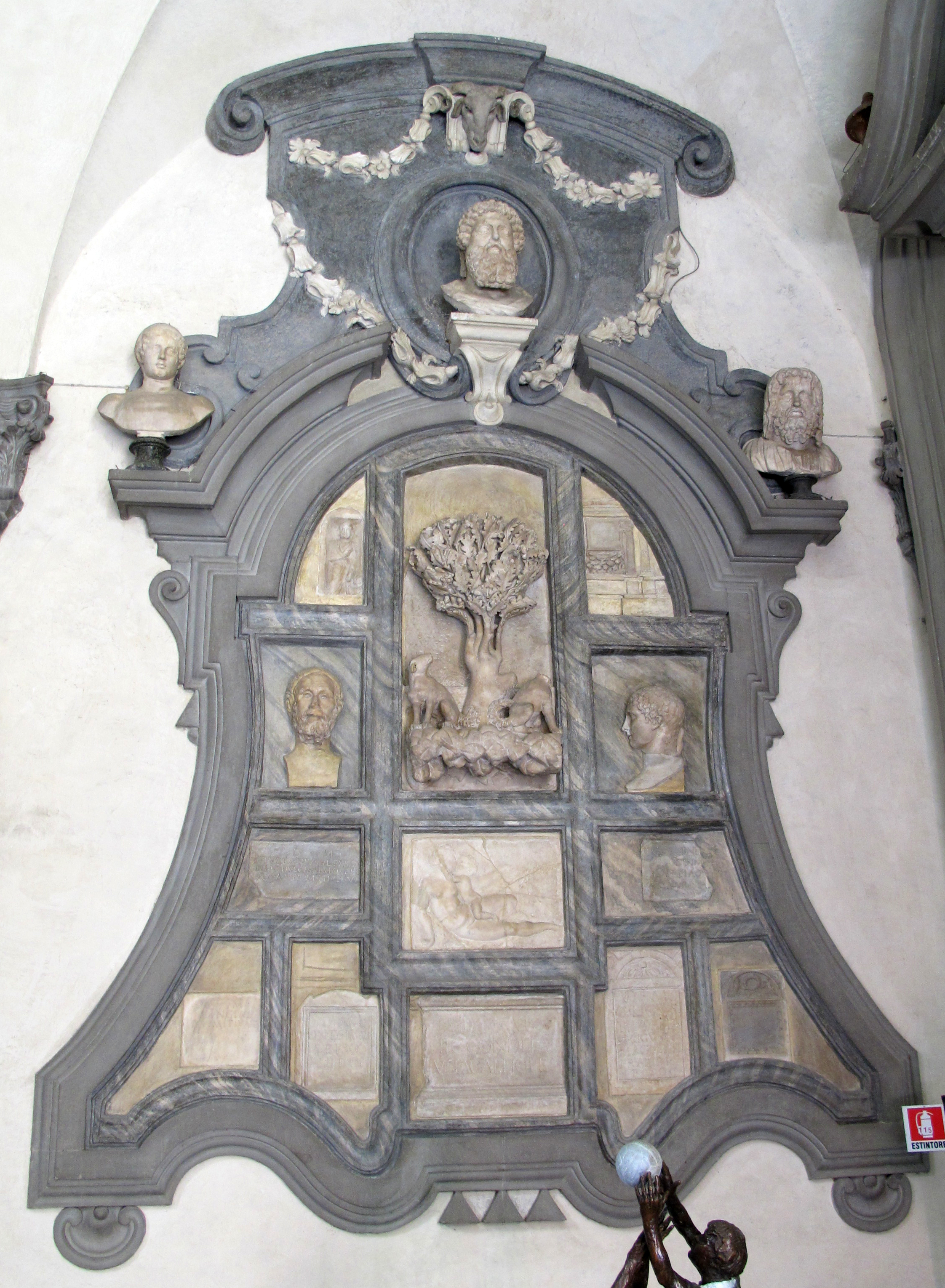
La panoplia col rilievo